# Syddanske Studerende
Syddanske Studerende (SDS) er en politisk uafhængig studenterorganisation ved Syddansk Universitet, der har til formål at varetage og repræsentere de studerendes interesser i de kollegiale råd over institutniveau. Derudover opererer studenterorganisationen på lokalt, regionalt og landsdækkende politisk niveau på både eget initiativ og gennem paraply-organisationen Danske Studerendes Fællesråd (DSF).
Syddanske Studerende blev stiftet i 2008 med et ønske om at samle de studerendes indsatser for på den måde at tale med én stemme overfor universitetsledelsen og relevante interessenter.
Foreningen havde i 2014 ifølge egne oplysninger ca. 900 medlemmer.

## Aktiviteter
Syddanske Studerende er involveret i forskellige studenterprojekter som fredagsbaren Nedenunder, SDU Fitness, Café Ved Siden Af, Studenterhus Odense, Student Fair, Institutdysten og semesterstartsfester.
Institutdysten, Semesterstartsfesten og Student Fair er alle tilbagevendende events, der hvert år samler studerende på tværs af studier, institutter og fakulteter. Disse events dækkes ofte af universitetets studenterdrevne medie MERIT (tidl. RUST, STAAL og BETON TV).
Syddanske Studerendes dagsorden sættes af foreningens bestyrelse og drives til dagligt af et forretningsudvalg. Både bestyrelsen og forretningsudvalget har som nylig tradition at indeholde en vis lighed mellem mænd og kvinder.

## Formandsliste
- Marchen Neel Gjertsen (2008-2009)
- Freja Brandhøj (2009-2010)
- Nikolaj Ellekjær (2010-2012)
- Peter Lykkegaard (2012-2014)
- Andreas Munk Jensen (2014-2015)
- Klaus Rose (2015-2017)
- André Shamoun (2017)
- Stine Maach (2017-2019)
- Morten Kofod Hansen (2019-2020)
- Marius Folden Pedersen (2020-2022)
- Niclas Vellier Nyegaard (2022-2023)
- Nanna Louise Dideriksen (2023-)